# Koreansk tuja
Koreansk tuja (Thuja koraiensis) är en cypressväxtart som beskrevs av Takenoshin Nakai. Thuja koraiensis ingår i släktet tujor och familjen cypressväxter. Inga underarter finns listade i Catalogue of Life.
Arten förekommer i bergstrakter på Koreahalvön mellan 750 och 1950 meter över havet. Den bildar tillsammans med andra växter buskskogar eller trädansamlingar. En mindre population finns vid bergsmassivet Paektusan på Kinas sida.
Koreansk tuja är vanligen en cirka 60 cm hög buske och i undantagsfall kan den vara utformad som ett upp till 10 meter högt träd. Arten hittas sällan på grund av vulkaniskt ursprung.
Andra typiska träd och buskar som hittas i samma region är bland annat Abies nephrolepis, kamtjatkabjörk, japansk idegran, Sorbus commixta, hägg (Prunus padus), Quercus mongolica och arter av rododendronsläktet.
Beståndet i Kina och i ett nordkoreanskt område ingår i biosfärområden. I Sydkorea inrättades Seoraksan nationalpark för att skydda populationen. Oklart är situationen för andra populationer i Nordkorea. Koreansk tuja är känslig för de hårda vindar som tidvis kan förekomma i regionen. IUCN kategoriserar arten globalt som sårbar.

## Bildgalleri

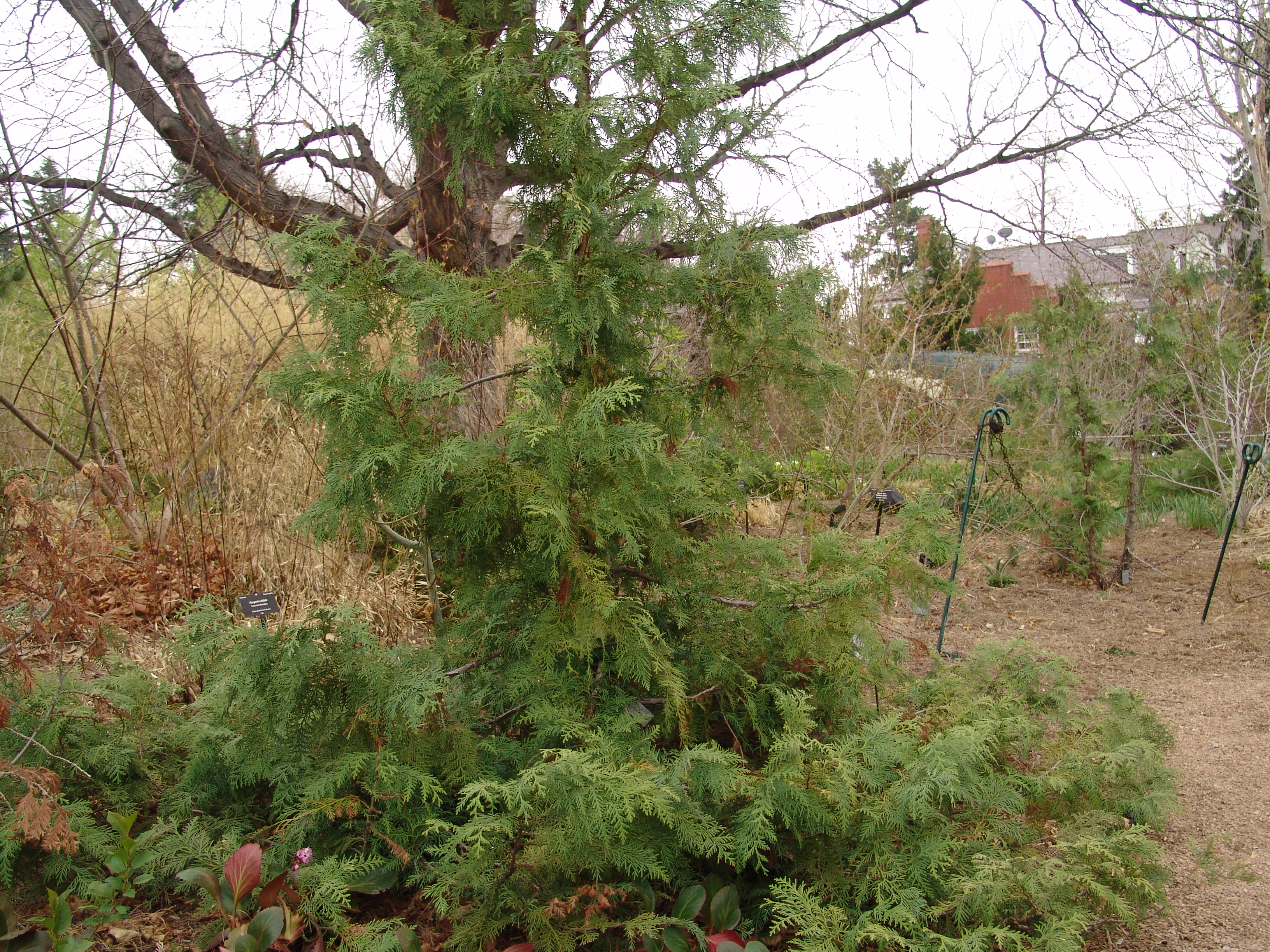
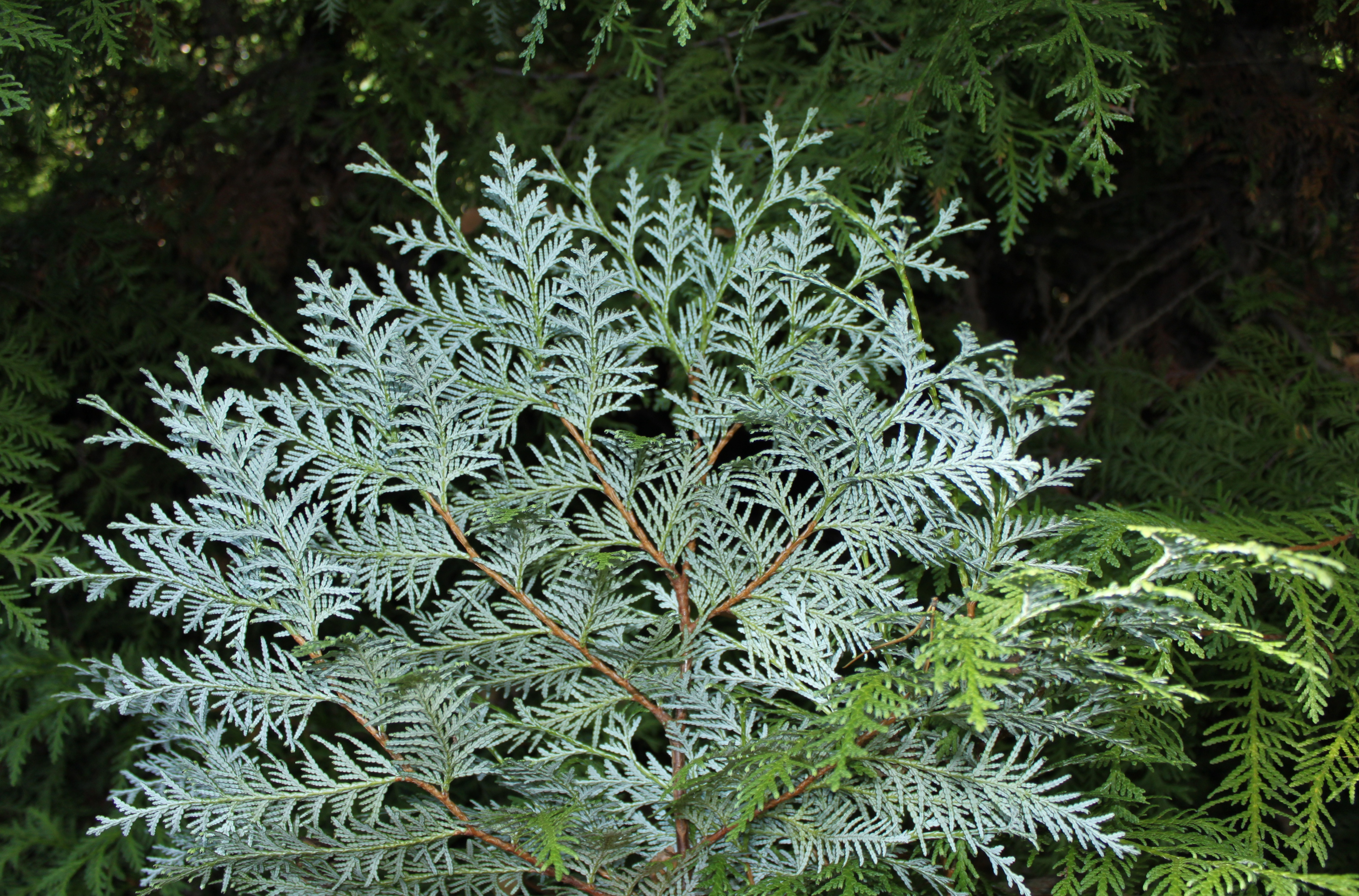
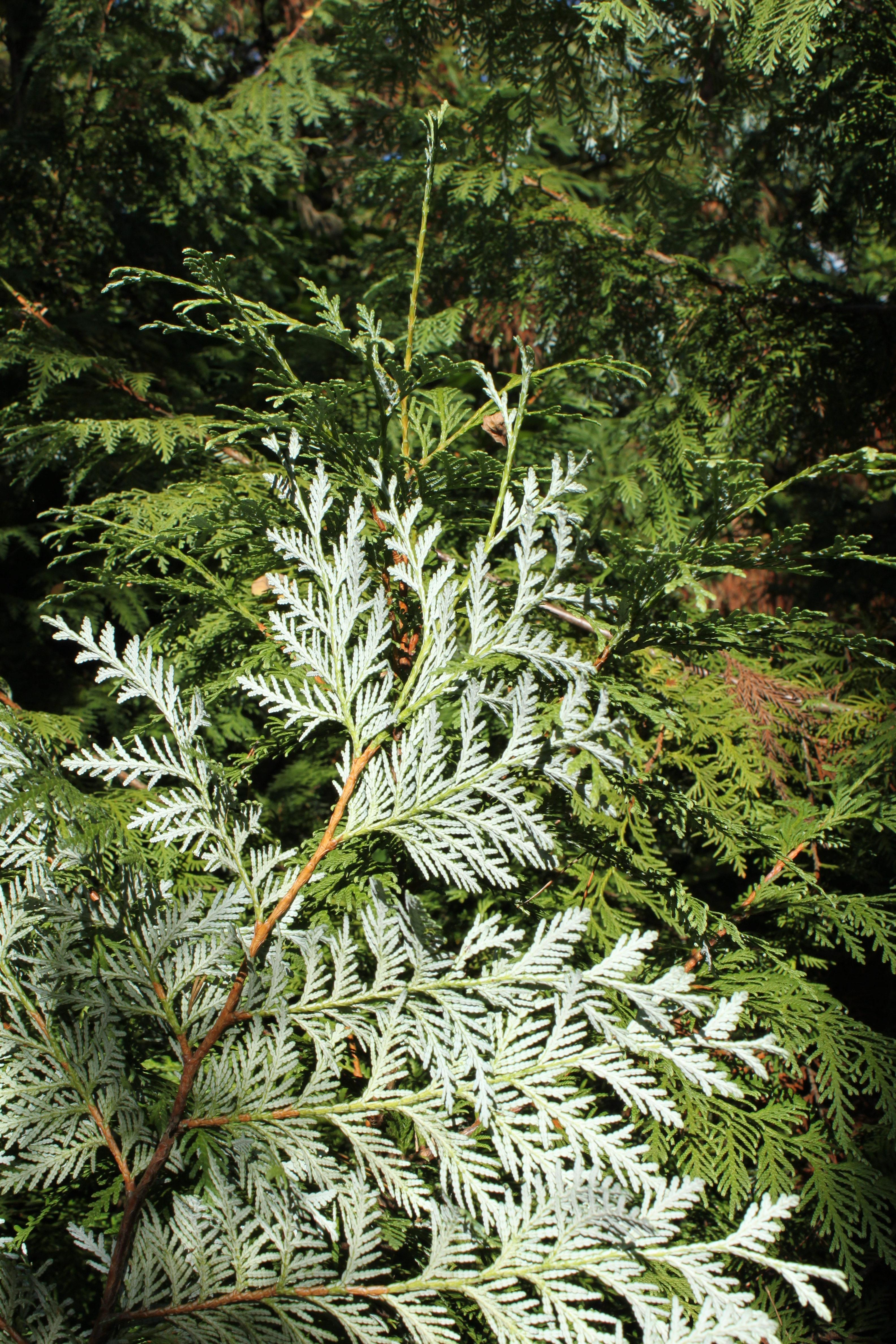
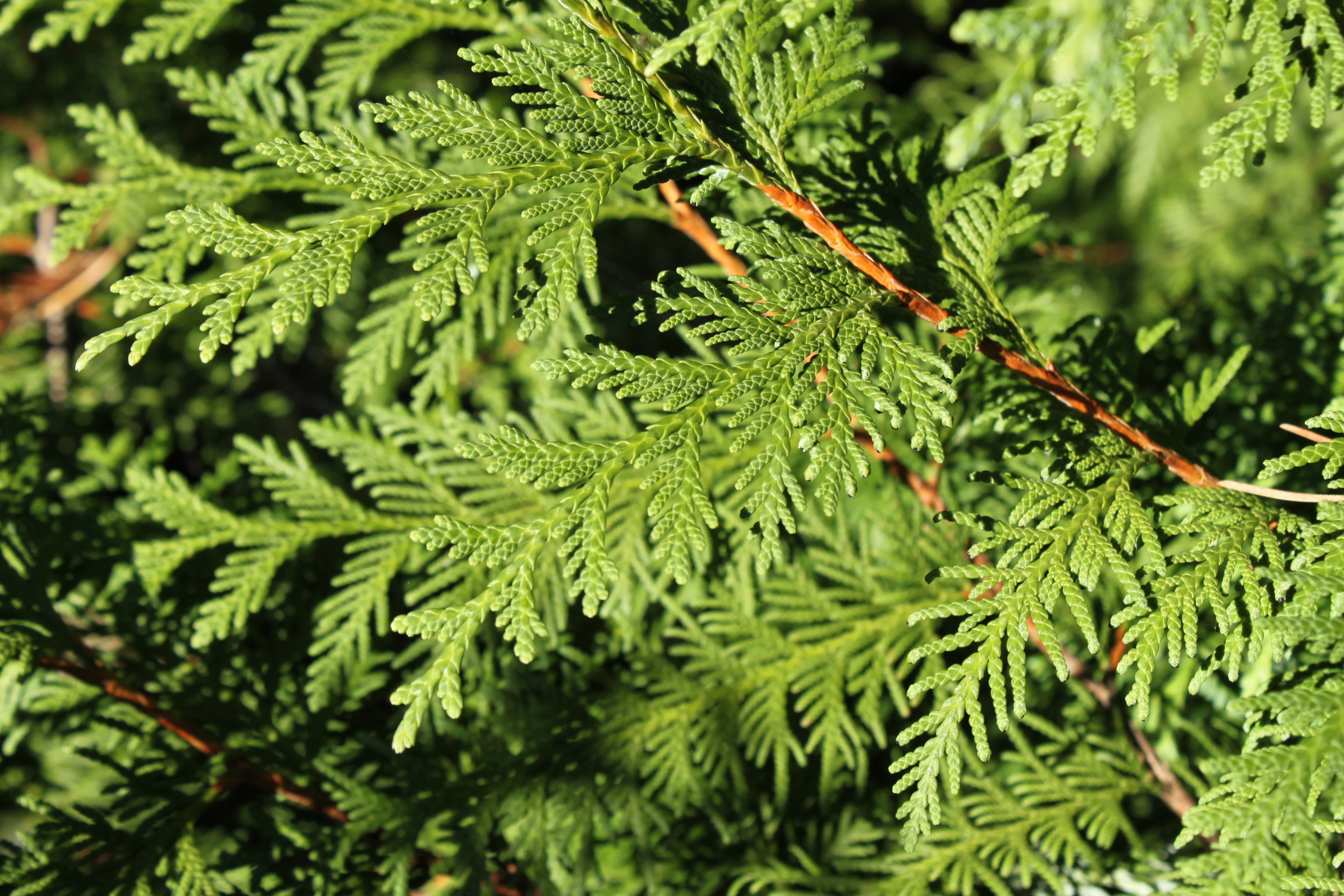
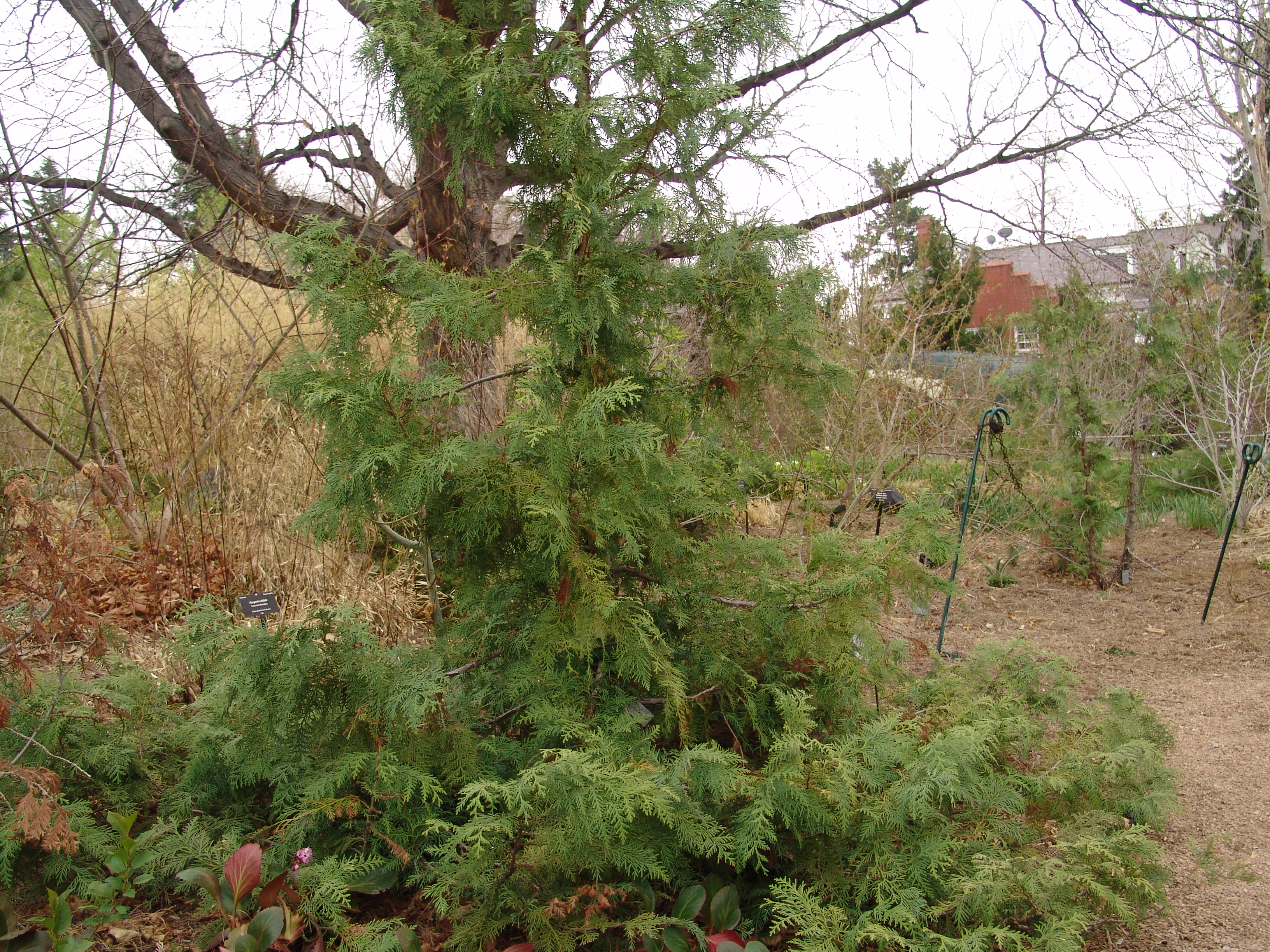